# Germaine Lindsay
Germaine Maurice Lindsay (23. september 1985-7. juli 2005) også kendt som Abdullah Shaheed Jamal , var en af de fire terrorister, der detonerede bomber på tre tog på London Underground og en bus i det centrale London i løbet af de 7. juli 2005. Londonbombningerne dræbte 56 mennesker (inklusive sig selv), og sårede mere end 700. Lindsay detonerede bomben, der dræbte sig selv og 26 andre mennesker på et tog rejser på Piccadilly line mellem Kings Cross St. Pancras og Russell Square tube stationer.